# Route nationale 29 (Burkina Faso)
Pour les articles homonymes, voir Route nationale 29.
La route nationale 29 (RN 29) est une route du Burkina Faso allant de la ville de Guiba à la frontière ghanéenne. Sa longueur est d'environ 130 km dont environ 80 km bitumés à la fin de l'année 2020.

## Historique
En novembre 2017, est lancé – dans le cadre du projet de transport et de développement des infrastructures urbaines (PTDIU) pour un coût de 64 milliards de francs CFA soit 97 millions d'euros financés par la Banque mondiale (83,7 millions €), la Coopération suisse (6,4 millions €) et l'État burkinabè (4,2 millions €) – le bitumage du tronçon Manga–Zabré, soit environ 79 km, lors d'une cérémonie présidée par Roch Marc Christian Kaboré. Les travaux sont initialement prévus pour deux ans et mis en œuvre par un groupement d'entreprises (L'Africain des travaux publics SA (ATP-SA), Société de grands travaux internationaux (SGTI) et Kanazoe et frères (KF)). Ayant pris du retard dans certains secteurs, le tronçon bitumé n'est inauguré qu'en avril 2021.

## Tracé
- Guiba
- Manga
  - Gogo
  - Tiougou
- Gon Boussougou
  - Dindéogo / Goyenga
- Zabré
  - Youngou
  - Youga
- Frontière ghanéenne (vers la route nationale 11)